# ویک فرث
اورت جوزف «ویک» فرث (به انگلیسی: Everett Joseph "Vic" Firth) (۲ ژوئن ۱۹۳۰–۲۶ ژوئیه ۲۰۱۵) یک موسیقی‌دان آمریکایی و بنیانگذار شرکت ویک فرث (Vic Firth) بود. ویک فرث چوبک طبل و کوبهٔ ساز کوبه‌ای تولید می‌کند.

## شرکت ویک فرث
این شرکت که در سال ۱۹۶۳ تأسیس شد و دفتر مرکزی آن در بوستون ماساچوست قرار دارد، خود را به عنوان بزرگ‌ترین تولیدکننده چوبک طبل و کوبهٔ ساز کوبه‌ای در جهان معرفی می‌کند که از سال ۲۰۱۲ و ۲۰۲۰ در نوپورت مین محصول تولید می‌کند. در سال ۲۰۱۰، این شرکت با ایودیس زیلجیان ادغام شد. مقامات هر دو شرکت در آن زمان گفتند که این شرکت‌ها به‌طور مستقل به فعالیت خود ادامه خواهند داد.
این شرکت زمانی تأسیس شد که از اورت جوزف «ویک» فرث که در آن دوران ۱۲ سال با ارکستر سمفونیک بوستون اجرا می‌کرد خواسته شد تا قطعاتی را اجرا کند که به نظر او به یک چوبک طبل باکیفیت تر از آنهایی که در آن زمان تولید می‌شدند نیاز بود. فرث تصمیم گرفت مجموعه ای از چوب‌های خود را طراحی کند.
فرث اولین چوب‌ها را خودش از چوب‌های حجیم تر جدا کرد و نمونه‌های اولیه را برای یک چوب تراش در مونترآل کبک فرستاد. دو نمونه اولیه اس‌دی۱ (SD1) و اس‌دی۲ (SD2) نام گرفتند که اولین چوب‌های تولید شده توسط شرکت ویک فرث بودند. فرث گفته بود: «این کار از روی نیاز به وجود آمد، نه از روی تخیل یا توانایی من برای راه اندازی یک شرکت.» اگرچه چوب‌ها در ابتدا برای استفاده شخصی فرث در نظر گرفته شده بودند، اما در بین شاگردان او محبوبیت پیدا کردند و در نهایت توسط خرده فروشان فروحته می‌شدند.
تا سال ۲۰۱۲، این شرکت حدود ۳۰۰ مدل محصول ارائه و سالانه ۱۲ میلیون عدد چوب تولید کرد. این شرکت همچنین یک خط تولید آسیاب فلفل، آسیاب نمک و وردنه را اجرا کرد که با نام تجاری ویک فرث گُرمِی (Vic Firth Gourmet) برای سال‌ها فعالیت می‌کرد، تا اینکه در سال ۲۰۱۲ به شرکت مین وود کانسپتس آو نیو واینیارد (Maine Wood Concepts of New Vineyard) واقع شده در ایالت مین فروخته شد و به نام فلچرز میل (Fletchers' Mill) تغییر اسم داد.